# Pokrajina Arezzo
Pokrajina Arezzo (v italijanskem izvirniku Provincia di Arezzo, izg. Provinča di Areco) je ena od desetih pokrajin, ki sestavljajo italijansko deželo Toskana. Meji na severu z deželo Emilija Romanja, na vzhodu z deželo Marke, na jugovzhodu z deželo Umbrija in na zahodu s pokrajino Siena in metropolitanskim mestom Firence.

## Večje občine
Glavno mesto je Arezzo, ostale večje občine so (podatki 31.08.2007):
| Mesto                 | Prebivalcev |
| --------------------- | ----------- |
| Arezzo                | 100.236     |
| Montevarchi           | 24.119      |
| Cortona               | 23.031      |
| San Giovanni Valdarno | 17.190      |
| Sansepolcro           | 16.391      |
| Castiglion Fiorentino | 13.529      |
| Bibbiena              | 12.735      |

## Naravne zanimivosti
V pliocenu je reka Arno potekala po dolini Chiana ([kjàna]) v aretinski pokrajini in se nato izlivala v Tibero. Pozneje so geološki premiki preusmerili Arno proti zahodu in v njegovo zapuščeno strugo se je vlil hudournik, ki so ga Rimljani imenovali Clanis ([klànis]) in ki je obdobno povzročal, da je Tibera poplavljala Rim. Zato so ga Rimljani zajezili in s tem spremenili dolino Chiana v močvirje, za izsušitev katerega še stoletja ni bilo moč najti rešitve. Šele ob koncu osemnajstega stoletja je Peter Leopold I. Lotarinški dal zgraditi kanal, ki je ne samo popolnoma bonificiral dolino, pač pa je tudi delno preprečil poplave reke Arno. Kanal namreč poteka v glavnem po stari strugi Clanisa, a voda teče v obratni smeri in se izliva v Arno na mestu, kjer narasle vode ne morejo več prestopiti bregov.
Seznam zaščitenih področij v pokrajini:
- Narodni park Foreste Casentinesi, Monte Falterona e Campigna (Parco nazionale delle Foreste Casentinesi, Monte Falterona e Campigna)
- Naravni rezervat Badia Prataglia (Riserva naturale Badia Prataglia)
- Naravni rezervat Camaldoli (Riserva naturale Camaldoli)
- Naravni rezervat Fungaia (Riserva naturale Fungaia)
- Naravni rezervat Poggio Rosso (Riserva naturale Poggio Rosso)
- Naravni rezervat Scodella (Riserva naturale Scodella)
- Naravni rezervat Zuccaia (Riserva naturale Zuccaia)
- Naravni rezervat Formole (Riserva naturale Formole)
- Naravni rezervat Ponte a Buriano e Penna (Riserva naturale di Ponte a Buriano e Penna)
- Naravni rezervat Sasso di Simone (Riserva naturale del Sasso di Simone)
- Naravni rezervat Valle dell'Inferno e Bandella (Riserva naturale della Valle dell'Inferno e Bandella)
- Naravni rezervat Monti Rognosi (Riserva naturale del Monti Rognosi)
- Naravni rezervat Alta Valle del Tevere - Monte Nero (Riserva naturale dell'Alta Valle del Tevere - Monte Nero)
- Naravni rezervat Bosco di Montalto (Riserva naturale del Bosco di Montalto)
- Naravni rezervat Alpe della Luna (Riserva naturale dell'Alpe della Luna)

## Zgodovinske zanimivosti
V srednjem veku so bili škofje normalno lastniki velikih posestev in celo mest, kar jim je dajalo popolno oblast nad prebivalci. Dejansko stanje je privedlo do tega, da so se začeli škofje smatrati za fevdalce in so si zato prilaščali plemiške nazive, navadno grofovskega. Prvi, ki se je leta 1053 proglasil za grofa, je bil škof Arnaldo iz mesta Arezzo, kateremu je podelil privilegij Henrik III. Salijec. Zaradi tega je bil škof grof naravnost cesarjev vazal, torej odgovoren samo cesarju in ne Toskanskemu markizu, ki je predstavljal "vmesno stopnjo" v lokalnem fevdalnem sistemu. Skoraj absolutna oblast aretinskih škofov grofov je trajala približno sto let. Zadnji, ki se je imenoval grofa, je bil škof Girolamo (1142 - 1175), ki se je že moral braniti pred močjo aretinske komune. Toda prevzem grofovskega naslova je bila že zelo razširjena navada na vsem polotoku, kar je med drugim privedlo do bojev za investituro.